# Fritillaria atropurpurea
Fritillaria atropurpurea är en liljeväxtart som beskrevs av Thomas Nuttall. Fritillaria atropurpurea ingår i Klockliljesläktet och i familjen liljeväxter. Inga underarter finns listade.

## Bildgalleri

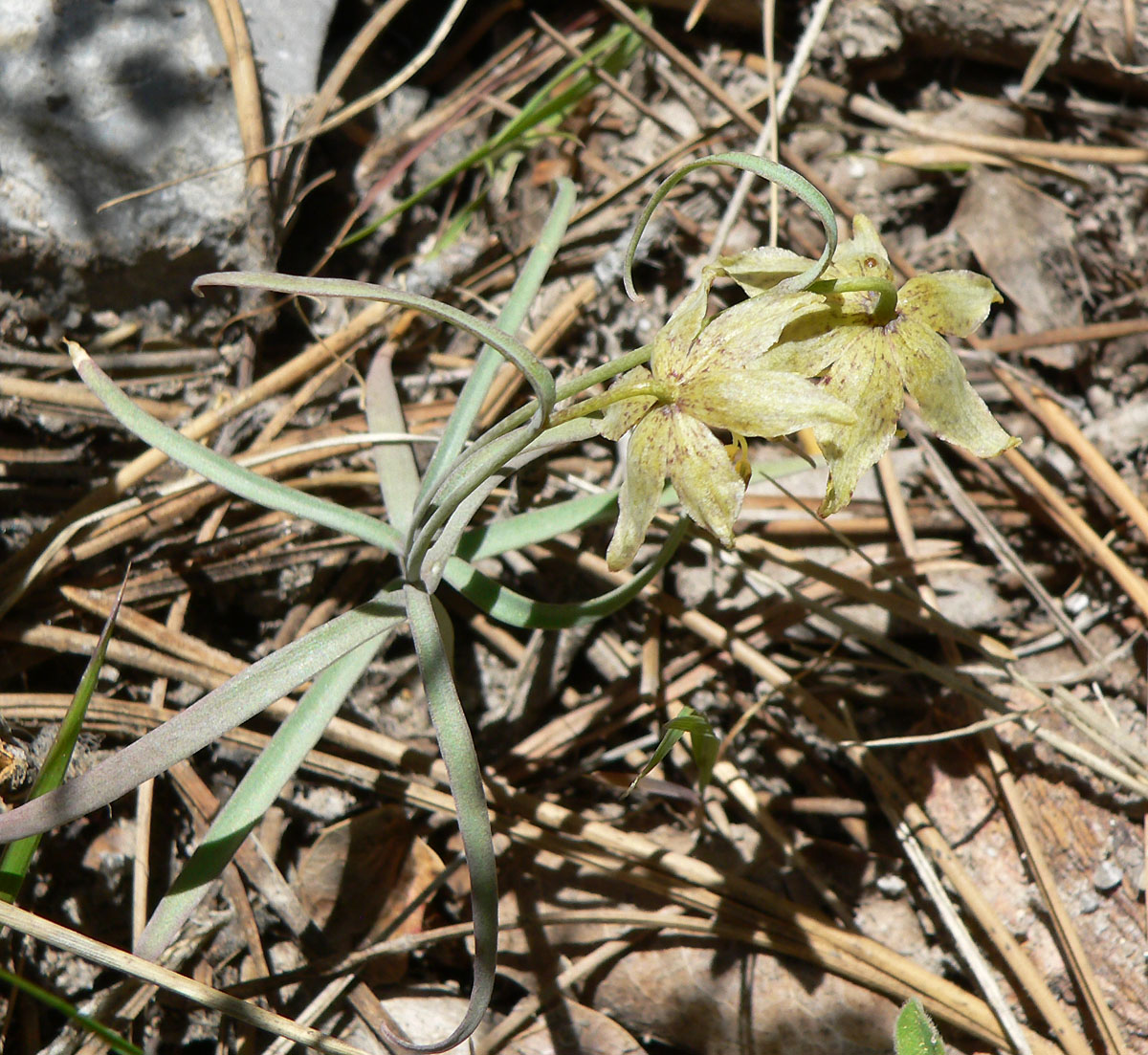
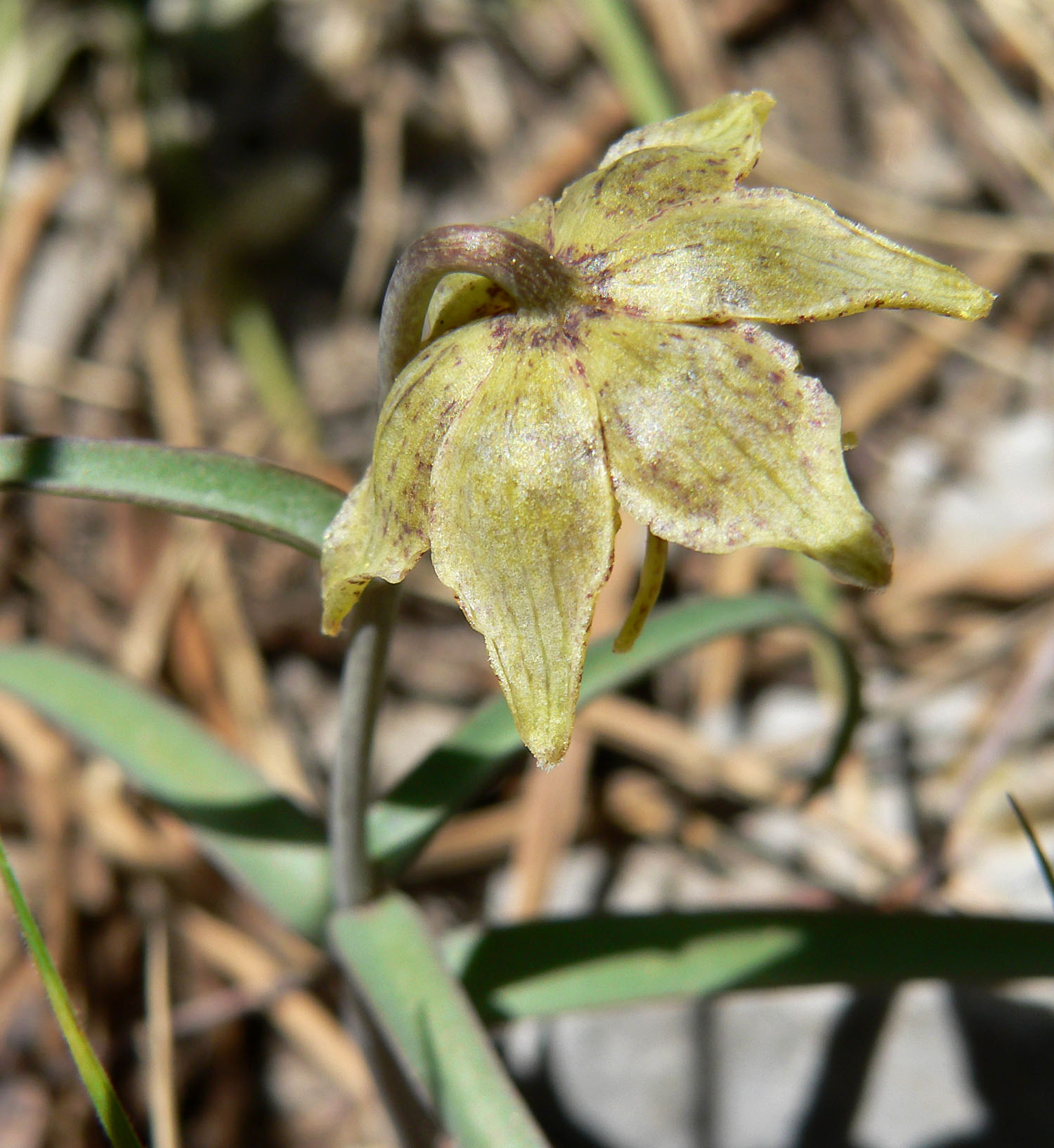
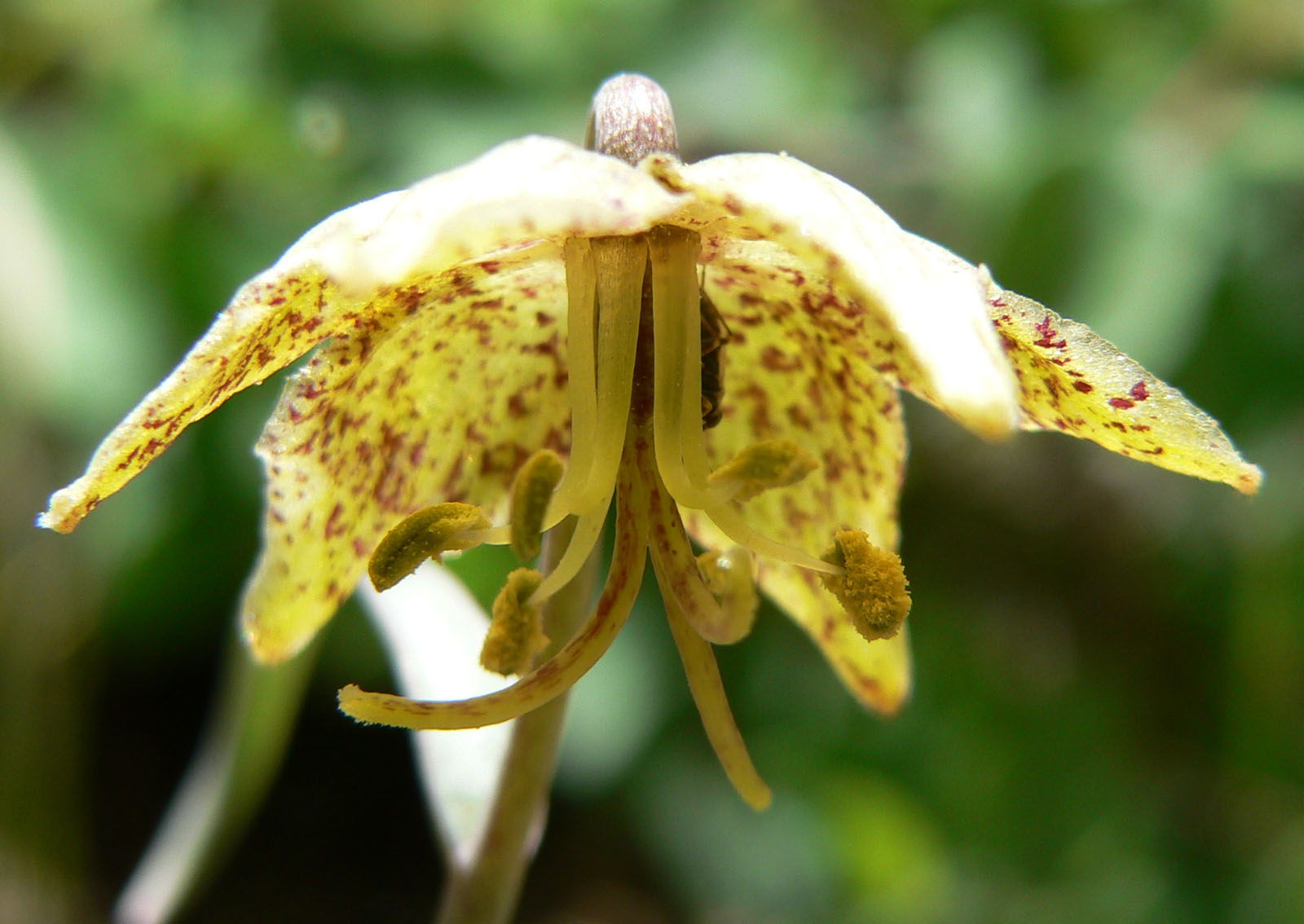
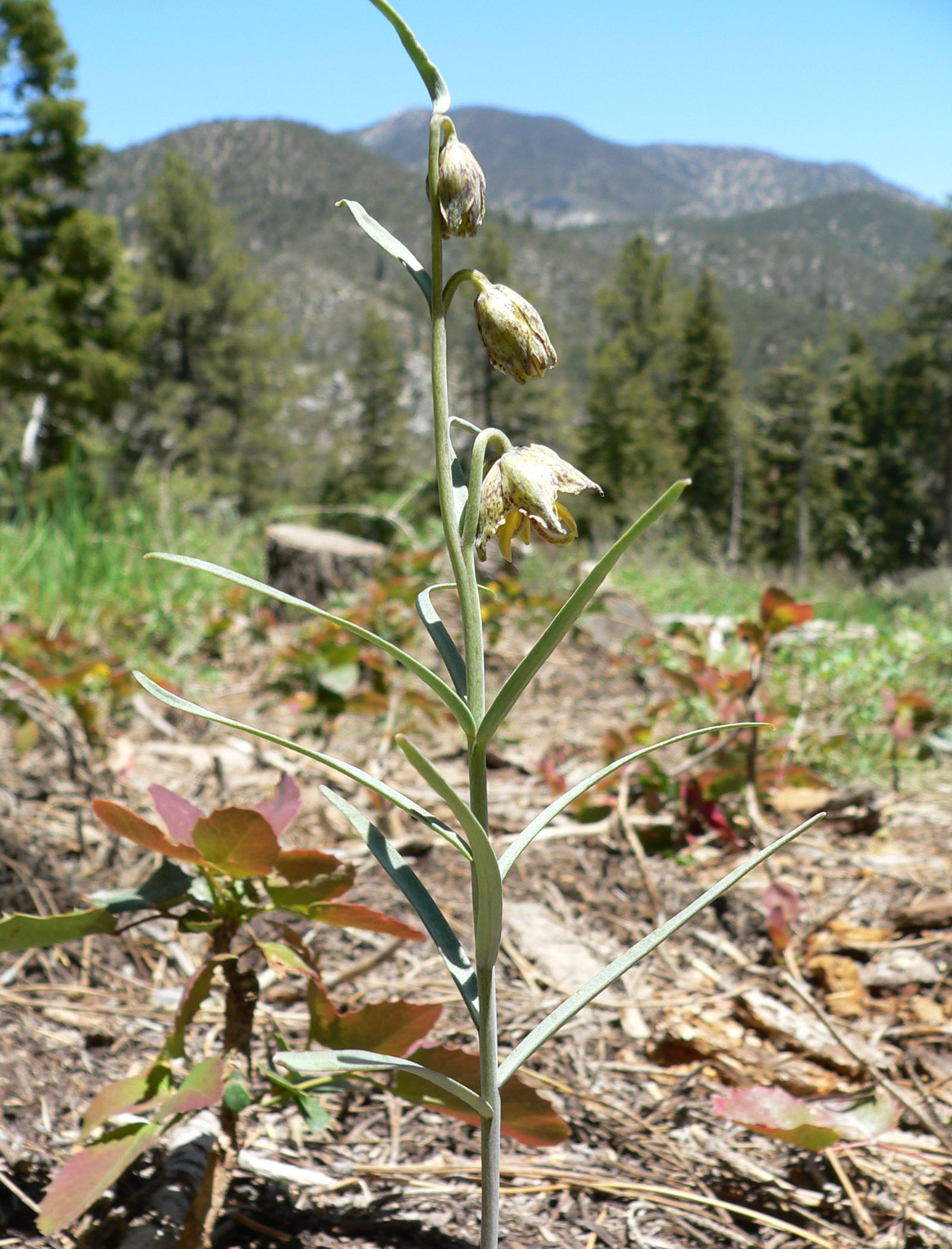
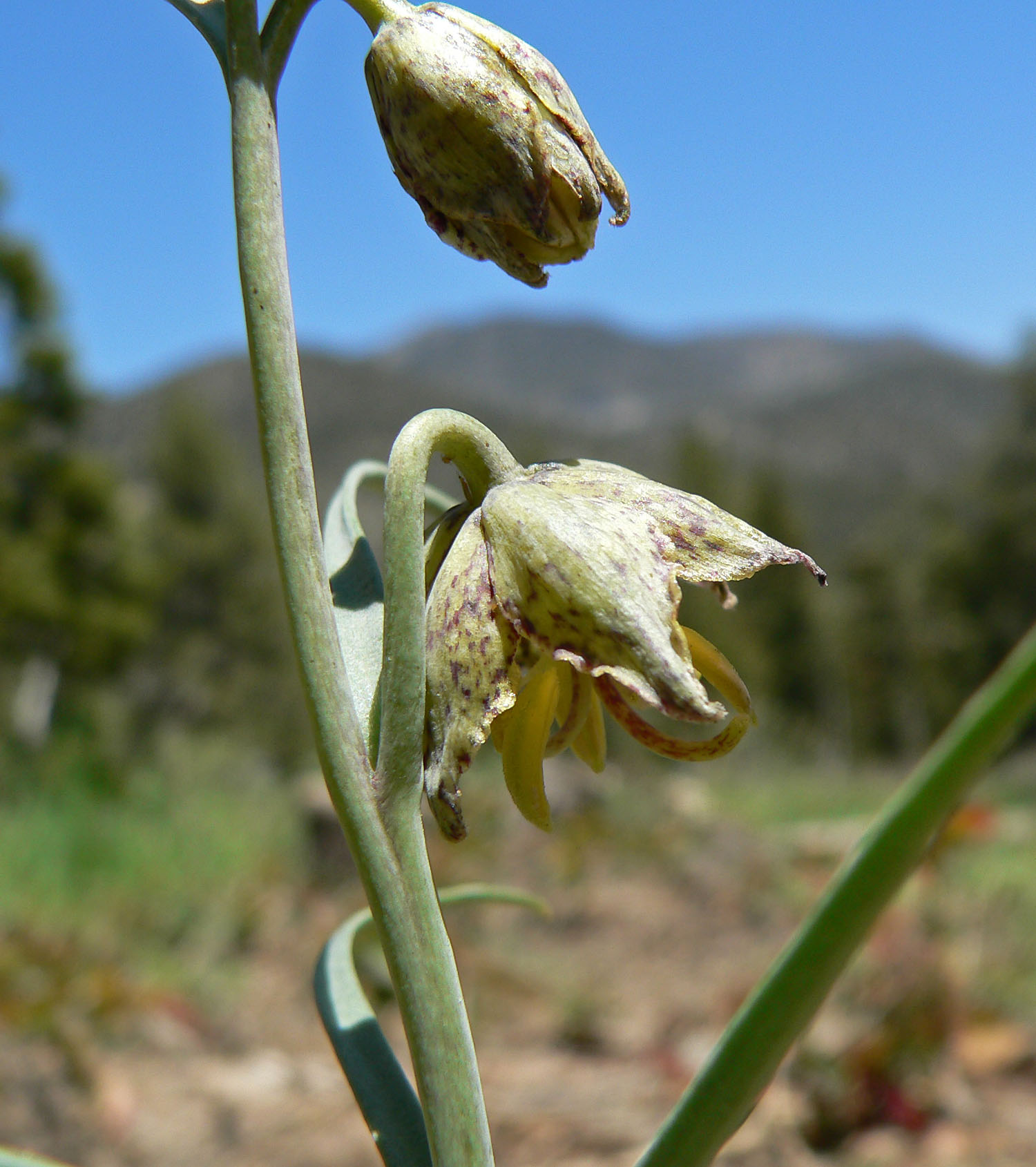
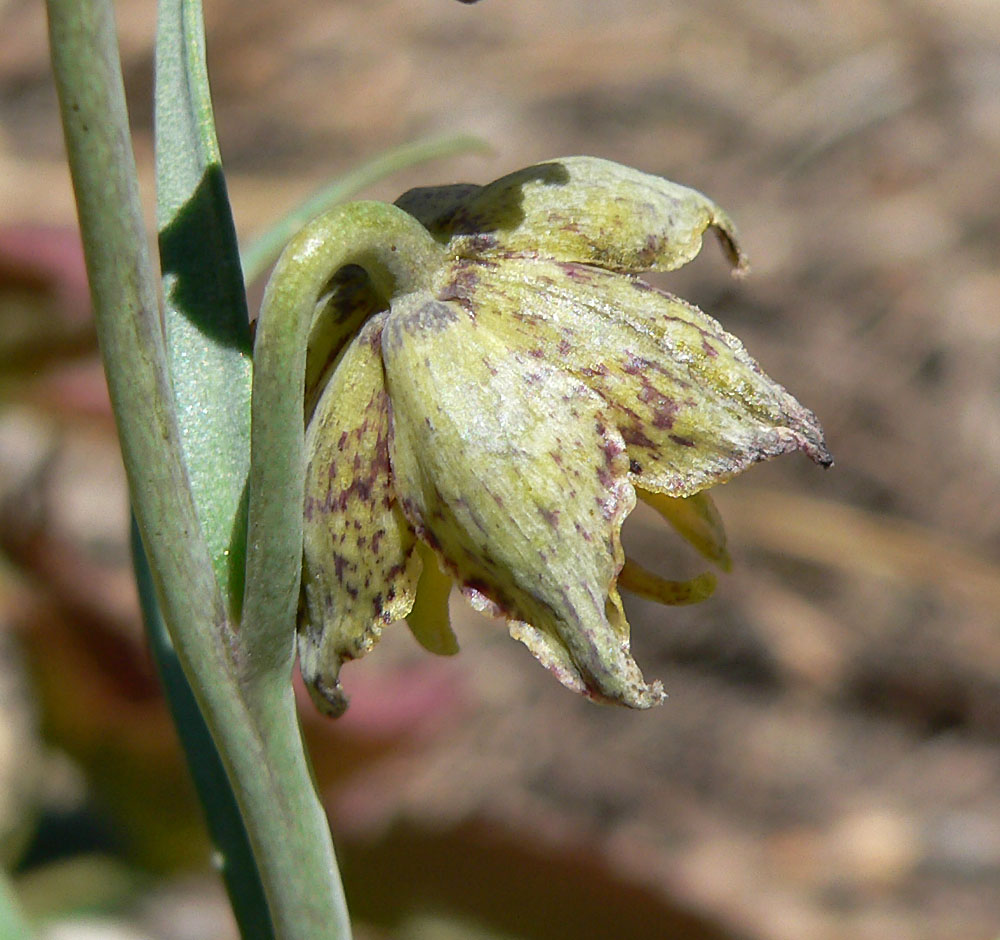